# FK BATE Borisov
FK BATE Borisov je bjeloruski nogometni klub. 
Klub je osnovan 1973. godine, a nastupaju u bjeloruskoj Premier ligi. BATE je sezone 2008/09. postao prvi bjeloruski klub koji je nastupao u Ligi prvaka. Najpoznatiji igrač koji je igrao u BATE-u je Aljaksandr Hleb.

## Trofeji
- Bjeloruska Premier liga: (15)

1999., 2002., 2006., 2007., 2008., 2009., 2010., 2011., 2012., 2013., 2014., 2015., 2016., 2017., 2018.
- Bjeloruski kup: (4)

2006., 2010., 2015., 2020.
- SSR Bjeloruska liga: 3

1974., 1976., 1979.

## Vanjske poveznice
- Službena stranica